# بان جياجون
بان جياجون (بالصينية: 潘嘉俊) هو لاعب كرة قدم صيني في مركز الوسط، ولد في 8 مايو 1995 في غوانغدونغ في الصين. لعب مع نادي هينان جيانيي.

## وصلات خارجية
- بان جياجون على موقع قاعدة بيانات كرة القدم.إي يو (الإنجليزية)
- بان جياجون على موقع Soccerway.com (الإنجليزية)